# Fort Fredrik Hendrik
Fort Frederick Hendrik es una pintura al óleo sobre lienzo de 1640 del pintor holandés Frans Post. El pintor acompañó a la expedición organizada por Juan Mauricio de Nassau-Siegen a Brasil con fines aparentemente científicos pero que serviría como avanzadilla para un establecimiento comercial en la zona en 1637.
La obra retrata un paisaje de Pernambuco, con el fondo de la fortaleza erigida en 1638 por Diederick van Waerdenburch en la Isla de Antonio Vaz (sede del gobierno neerlandés), en Recife durante las invasiones neerlandesas al nordeste de Brasil. La obra es la única de las siete pintadas en el sitio por Frans Post que han sobrevivido, y actualmente pertenece a la colección del Instituto Ricardo Brennand en Recife, Brasil.